# 11339 Orlík
(11339) Orlík, denumire internațională (11339) Orlik, este un asteroid din centura principală de asteroizi.

## Descriere
11339 Orlík este un asteroid din centura principală de asteroizi. A fost descoperit pe 13 noiembrie 1996 la Observatorul Kleť de Miloš Tichý și Zdeněk Moravec
. Asteroidul prezintă o orbită caracterizată de o semiaxă mare de 2,44 ua, o excentricitate de 0,07 și o înclinație de 5,0° în raport cu ecliptica.